# Інгрід (ураган)
Ураган Інгрід ( англ. Hurricane Ingrid) —     дев'ятий шторм і другий ураган в сезоні атлантичних ураганів 2013 року, разом з Ураганом Мануель, нанесли удар по Мексиці протягом 24 годин, що було першим подібним явищем з 1958 року.

## Метеорологічна історія
28 серпня з західного узбережжя Африки вийшла тропічна хвиля, яка рухалася на захід через Атлантичний океан без розвитку. 2 вересня область конвекції, розвинулася вздовж північної частини хвилі, але врешті-решт була поглинена Тропічним штормом Габріель на північ від Пуерто-Рико. Хвиля продовжувалась на захід через Карибське море до великої площі циклонічного потоку на поверхні, яка поширювалася через Центральну Америку до східної частини Тихого океану. Приблизно 9 вересня широка система розвинула дві зони з порушеною погодою - одна у східній частині Тихого океану стане ураганом "Мануель", а інша - над північно-західним Карибським морем. Остання система повільно організовувалась, розвиваючи область низького тиску 11 вересня. Згодом система перемістилася над півостровом Юкатан.  Хоча взаємодія із землею перешкоджала  розвитку, умови сприяли подальшому розвитку в затоці Кампече. На початку 12 вересня мінімум вийшов у затоку, і о 18:00 UTC Національний центр ураганів (NHC) підрахував, що Тропічна депресія десятка розвивалася приблизно в 280 км на схід на північний схід від Веракруса. Це було підтверджено польотом "Мисливцями за ураганами", що свідчить про наявність закритої циркуляції низького рівня This was confirmed by a Hurricane Hunters flight indicating the presence of a closed low-level circulation.. 13 вересня конвекція та організація зросли, а депресія посилилася до Тропічного шторму Інгрід, тоді як слабкі рульові течії мали незначний рух циклону.  Частково завдяки присутності сусіднього урагану "Мануель" у басейні східної частини Тихого океану з іншого боку Мексики, значний зсув вітру існував в околицях Інгрід. Тим не менше, сильна конвекція та переривчастий розвиток дозволили посилити шторм 14 вересня. Того дня Інгрід посилилася до ураганк .  Приблизно в цей час ураган різко повернув на північний схід через жолоб над Східною Мексикою та хребет над південним сходом США. Після цього відбулося додаткове посилення, і Інгрід досягла пікової інтенсивності 140 км / год (85 миль / год) на початку 15 вересня, починаючи рух на північ і починаючи північно-західний поворот до мексиканського узбережжя. Після цього Інгрід досягла пікових вітрів, зсув посилився і почав послаблювати ураган, коли він наближався до мексиканського узбережжя.  Приблизно в 1115 за 16 UTC, 16 вересня, Інгрід здійснила вихід  на сушу  від Ла-Песка, Тамауліпас на північному сході Мексики після ослаблення сильним тропічним штормом із вітром 100 км / год (65 миль / год).  Близько до суші "Мисливці на урагани" повідомили про вітер рівня польоту 120 км / год (75 миль / год), який після пристосування до поверхневих вітрів підтвердив ослаблення. Шторм перемістився на берег менш ніж за 24 години після того, як Тропічний шторм Мануель обрушився на тихоокеанське узбережжя Мексики на Мічоакан, що зробило вперше з 1958 року, коли тропічні циклони вразили обидва береги країни протягом однієї доби. Інгрід швидко стрімко ослабла до тропічної депресії над сушею, і хоча конвекція тимчасово реорганізована, циркуляція розсіялася 17 вересня.

## Підготовка и наслідки
В очікуванні шторму було розміщено кілька попереджень про тропічний циклон. Після перетворення Інгрід у тропічний циклон о 21:00 UTC 12 вересня, уряд Мексики оголосив попередження про тропічний шторм від Коатцакоалькоса до Наутли, штат Веракрус. В 15:00 UTC 13 вересня попередження про тропічний шторм було розширено на північ до Кабо Рохо, штат Веракрус, з тропічним штормом, що спостерігав на північ до Ла Песка, Тамауліпас. "Pemex", нафтова компанія, що управляється урядом Мексики, евакуювала робітників з трьох платформ у Мексиканській затоці через шторм. У Тамауліпасі заняття скасували в 27 муніципалітетах, а всі класи тимчасово скасували по всьому Веракрусу. Загроза шторму спричинила скасування подій до Дня незалежності Мексики. 
На початку свого періоду в центрі циклону вирували сильні вітри уздовж узбережжя Веракруса. Виконуючи вихід на сушу, шторм також приніс тропічні штормові вітри уздовж північно-східного мексиканського узбережжя. Постійний вітер у Ла-Песка досяг піку до 80 км / год (50 миль / год), з поривами до 105 км / год (65 миль / год). NHC зауважив, що Інгрід "імовірно спричинила припливи, що перевищують норму" на північному сході Мексики, але даних для підтвердження заяви не було. Взаємодіючи з ураганом "Мануель" на узбережжі Тихого океану та широким циклонічним потоком, Інгрід випала сильна кількість опадів по всій східній Мексиці, головним чином у штатах Табаско, Веракрус та Тамауліпас. У Тукспані, штат Веракрус, за 10 днів кількість опадів склала 511 мм (20,1 дюйма), тоді як на дамбі Преса Вісенте Герреро в Тамауліпасі кількість опадів сягнула 502 мм (19,8 дюйма).  Поверхневий стік шторму поширився на тихоокеанське узбережжя Мексики, спричиняючи повені в Герреро в поєднанні з Мануелем. Вплив обох штормів дав 162 млрд. М3 (5,7 трлн. Куб. Футів) води, що еквівалентно заповненню кожної дамби в країні. 
По всій Мексиці загинуло 32 людини, здебільшого через повені та селі.  Два шторми спільно вбили щонайменше 192 людини та спричинили 75 MXN (5,7 млрд. Доларів США). Мануель несе відповідальність за більшість загальних наслідків, хоча Інгрід все ще залишила, за оцінками, економічні збитки в розмірі 20 мільярдів доларів (1,5 мільярда доларів), за оцінками AON Benfield; страхова шкода становила 3 мільярди доларів (230 мільйонів доларів США). Загалом шість смертельних випадків сталися в штатах Ідальго та Пуебла. Три з них були спричинені після збиття транспортного засобу з дороги, в той час як ще троє людей загинули після того, як їхній будинок був похований селевим потоком, ще одна смерть сталася в Ідальго після обвалення будинку на жінку в місті Тепеуакан-де-Герреро . Дванадцять людей загинули після зсуву грунту, на автобус у місті Алтотонга, штат Веракрус, а троє людей загинули в Тамауліпасі.

### Техас
Край шторму поширився на південь Техасу, де вітри поривали до тропічної сили шторму, і кількість опадів становила близько 25–75 мм (0,98–2,95 дюйма). Грози та припливи вплинули на узбережжя, припливи досягли 0,76 м (2,5 фута) вище норми, що призвело до закриття пляжів через повені.